# Saint-Maurice-de-Rotherens
Saint-Maurice-de-Rotherens is een plaats en voormalige gemeente in het Franse departement Savoie (regio Auvergne-Rhône-Alpes) en telt 159 inwoners (2005). De plaats maakt deel uit van het arrondissement Chambéry. Saint-Maurice-de-Rotherens is op 1 januari 2019 gefuseerd met de gemeenten Gresin en Saint-Genix-sur-Guiers tot de gemeente Saint-Genix-les-Villages. 

## Geografie
De oppervlakte van Saint-Maurice-de-Rotherens bedraagt 8,2 km², de bevolkingsdichtheid is 19,4 inwoners per km².
De onderstaande kaart toont de ligging van Saint-Maurice-de-Rotherens met de belangrijkste infrastructuur en aangrenzende gemeenten.

## Demografie
Onderstaande figuur toont het verloop van het inwonertal (bron: INSEE-tellingen).